# Kurimany
Kurimany (allemand : Kirn in der Zips) est un village de Slovaquie situé dans la région de Prešov.

## Histoire
Première mention écrite du village en 1298.

## Démographie

### Évolution de la population
| Année:               | 1994. | 2004.   | 2014.   | 2024.   |
| -------------------- | ----- | ------- | ------- | ------- |
| Nombre de personnes: | 347   | 367     | 369     | 390     |
| Différence:          |       | +5,76 % | +0,54 % | +5,69 % |

| Année:               | 2023. | 2024.   |
| -------------------- | ----- | ------- |
| Nombre de personnes: | 383   | 390     |
| Différence:          |       | +1,82 % |